# Kanadas Grand Prix 1990
Kanadas Grand Prix 1990, officiellt XXVIII Grand Prix Molson du Canada, var ett Formel 1-lopp som kördes 10 juni 1990 på Circuit Gilles Villeneuve i Montréal i Kanada. Loppet var det femte av sammanlagt sexton deltävlingar ingående i Formel 1-säsongen 1990 och kördes över 70 varv.

## Resultat
1. Ayrton Senna, McLaren-Honda, 9 poäng
2. Nelson Piquet, Benetton-Ford, 6
3. Nigel Mansell, Ferrari, 4
4. Gerhard Berger, McLaren-Honda, 3
5. Alain Prost, Ferrari, 2
6. Derek Warwick, Lotus-Lamborghini, 1
7. Stefano Modena, Brabham-Judd
8. Alex Caffi, Arrows-Ford
9. Eric Bernard, Larrousse (Lola-Lamborghini)
10. Ivan Capelli, Leyton House-Judd
11. Satoru Nakajima, Tyrrell-Ford
12. Aguri Suzuki, Larrousse (Lola-Lamborghini)
13. Olivier Grouillard, Osella-Ford

### Förare som bröt loppet
- Martin Donnelly, Lotus-Lamborghini (varv 57, motor)
- Gregor Foitek, Onyx-Ford (53, motor)
- Andrea de Cesaris, BMS Scuderia Italia (Dallara-Ford) (50, växellåda)
- JJ Lehto, Onyx-Ford (46, motor)
- Riccardo Patrese, Williams-Renault (44, bromsar)
- Philippe Alliot, Ligier-Ford (34, motor)
- Jean Alesi, Tyrrell-Ford (26, snurrade av)
- Alessandro Nannini, Benetton-Ford (21, snurrade av)
- Thierry Boutsen, Williams-Renault (19, kollision)
- Nicola Larini, Ligier-Ford (18, kollision)
- Emanuele Pirro, BMS Scuderia Italia (Dallara-Ford) (11, kollision)
- Michele Alboreto, Arrows-Ford (11, kollision)
- Pierluigi Martini, Minardi-Ford (0, snurrade av)

### Förare som ej kvalificerade sig
- Roberto Moreno, EuroBrun-Judd
- Mauricio Gugelmin, Leyton House-Judd
- Paolo Barilla, Minardi-Ford
- David Brabham, Brabham-Judd

### Förare som ej förkvalificerade sig
- Gabriele Tarquini, AGS-Ford
- Yannick Dalmas, AGS-Ford
- Bertrand Gachot, Coloni-Subaru
- Claudio Langes, EuroBrun-Judd
- Bruno Giacomelli, Life